# 合成气

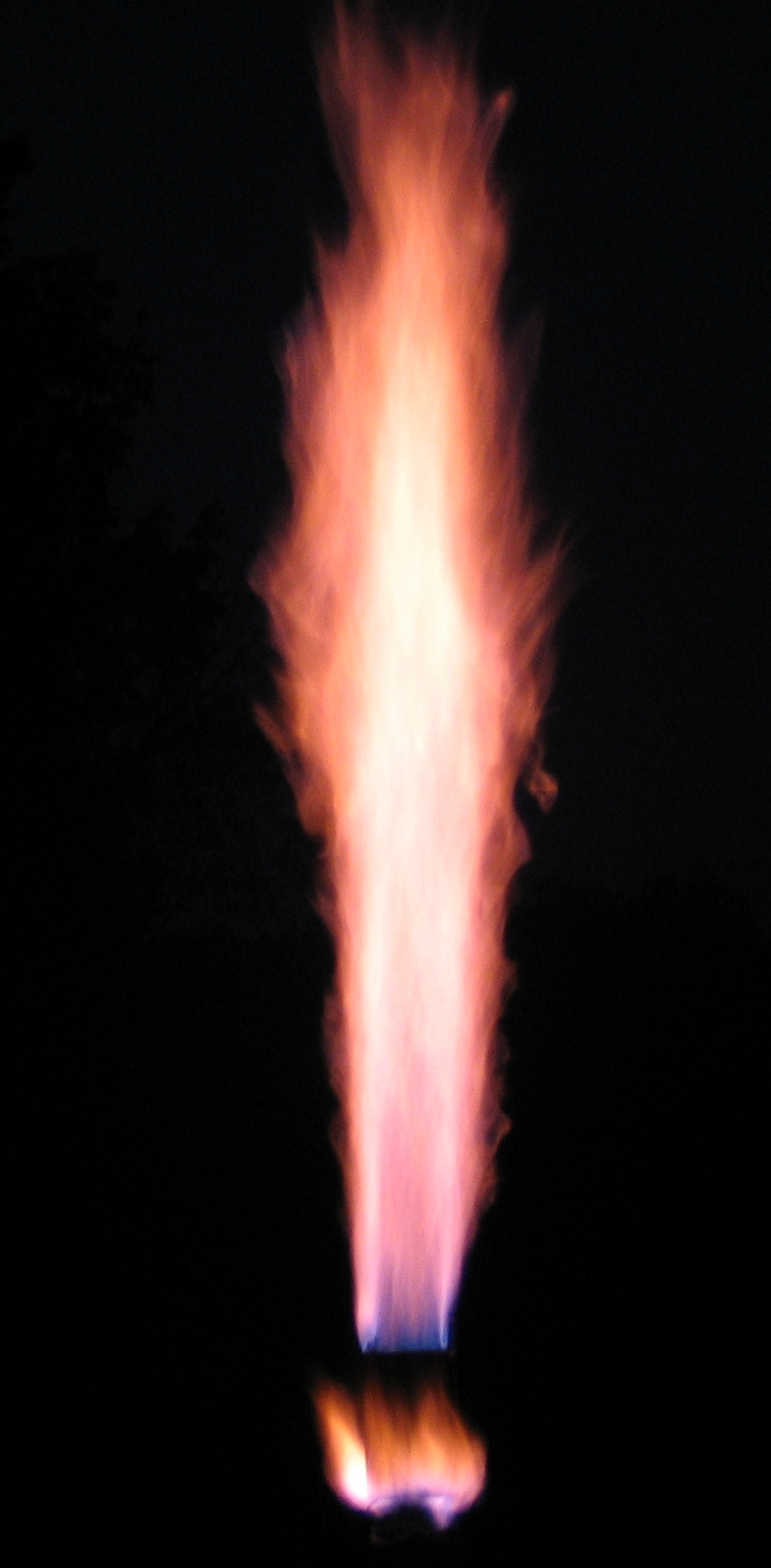
車輛氣化元件的木煤氣火焰。木煤氣為合成氣的一種。

合成气（英語：Syngas 或 synthesis gas）一般指一氧化碳与氢气混合的燃料氣体（有時亦包含些許二氧化碳），一般為氣化反應的產物，主要用途為發電。合成气是可燃的，并经常被用来作为内燃机的燃料。它具有少于一半的天然气的能量密度。
合成氣在化工生产中有重要用途。「合成氣」这个名稱源自於它是用于製造合成天然气（SNG）、氨與甲醇的反应中间体。
合成气主要由一氧化碳、二氧化碳和氢气组成，通常通过水蒸气与炽热的焦炭反应制备：
C + H2O → CO + H2
C + O2 → CO2
CO2 + C→ 2CO
也可以天然气作原料制取：
CH4 + H2O → CO + 3H2
某些情况下合成气被用作燃料，用于发电。
合成气中不可以含有大量的氮气。现代的去除方法利用了甲苯中氯铝酸铜CuAlCl4对一氧化碳的配合作用。

## 外部連結
- Fischer Tropsch archive（页面存档备份，存于）